# Рыхальские
Рыхальские — дворянский род.

## История
- Рыхальский, Михаил Александрович (1782—?) — помещик. 3 октября 1834 года у помещика Фомы Врочинского купил за 1310 рублей серебром слободу Майдан Кулешовский Сербовской волости Новоград-Волинского уезда Волынской губернии. Михаил с сыновьями Семёном, Станиславом, Валентином и Григорием причислены к дворянскому сословию 15 мая 1851 года и записаны в часть I родословной книги.

- Рыхальский, Семён Михайлович (1810—1889) — полковник, служил вместе с братьями Валентином и Григорием в Селенгинском 41-м пехотном полку при командовании Адамом Сабашинским. Сыновья Семёна: Поликарп, Георгий и Василий причислены к дворянскому сословию 31 января 1884 года и записаны в часть I родословной книги.

- Рыхальский, Поликарп Семенович — инженер путей сообщения, помещик, землевладелец. У 1913 году владел земельными наделами у Кулешовском Майдане (418 десятин земли) и Курман (194 десятин земли. До 1917 года проживал в имении Рыхальских в Майдане Кулешовском. Владелец лесопильного завода, открытого в 1904 году, где работало 16 рабочих. Владелец маслобойни, на базе которой в 1929 году был запущен в производство «Рыхальский маслозавод». Со слов старожилов, управляющим имением Поликарпа Семеновича был его друг, эстонец Вильгельм Теонисович Зюнд, закончивший естествоведческий факультет Тартуского университета. В 1900-х годах Рыхальский обратился к правительству с предложением, чтобы железнодорожная ветка Шепетовка — Корстень — Киев прохила через Майдан Кулешовский, для чего выделил собственную землю под её строительство. В 1915 году железнодорожная ветка Шепетовка — Корстень — Киев сдана в эксплуатацию. Перед октябрьским переворотом в Санкт-Петербурге, эмигрировал в Югославию. С 1921 по 1923 гг. — член Союза русских инженеров.

## Нынешнее время
Бывшее имение Рыхальских — ныне село Рыхальское Емильчинского района Житомирской области.